# ورزشگاه دا لوز (۱۹۵۴)
ورزشگاه دا لوز (انگلیسی: Estádio da Luz) یک ورزشگاه چندمنظوره در شهر لیسبون، پرتغال بود. این ورزشگاه در ۱ دسامبر ۱۹۵۴ افتتاح شده و در سال ۲۰۰۳ منحل‌شد.
این ورزشگاه بیشتر برای مسابقات فوتبال مورد استفاده قرار می‌گرفت و میزبان مسابقات خانگی باشگاه فوتبال بنفیکا و تیم ملی پرتغال بود. این ورزشگاه در تاریخ ۱ دسامبر ۱۹۵۴ افتتاح شد و می‌توانست حداکثر ۱۲۰٬۰۰۰ نفر را در خود جای دهد که این ورزشگاه را به بزرگترین ورزشگاه اروپا و سومین ورزشگاه بزرگ جهان از نظر ظرفیت تبدیل می‌کرد. برخی از بیشترین حضور تماشاگران در این ورزشگاه شامل بازی مقابل پورتو با ۱۳۵٬۰۰۰ نفر، نیمه‌نهایی جام باشگاه‌های اروپا ۹۰–۱۹۸۹ برابر المپیک مارسی و فینال جام جهانی قهرمانی جوانان ۱۹۹۱ بین پرتغال و برزیل با ۱۲۷٬۰۰۰ نفر در هر بازی است. همچنین این ورزشگاه میزبان فینال جام در جام اروپا ۱۹۹۲، بازی برگشت فینال جام یوفا ۱۹۸۳ و جام بین قاره‌ای ۱۹۶۲ بود.
تخریب آن در سال ۲۰۰۲ آغاز شد تا استادیو دا لوز جدید در نزدیکی همان منطقه ساخته شود.